# 683 Lanzia
683 Lanzia
683 Lanzia là một tiểu hành tinh ở vành đai chính. Nó được Max Wolf phát hiện ngày 23.7.1909 ở Heidelberg, và được đặt theo tên Heinrich Lanz, kỹ nghệ gia người Đức đã cung cấp vốn để thành lập Viện Hàn lâm Khoa học Heidelberg † Lưu trữ ngày 5 tháng 10 năm 2007 tại Wayback Machine